# Ådskär (Sottunga, Åland)
Ådskär är en ö i Åland (Finland). Den ligger i Skärgårdshavet och i kommunen Sottunga i landskapet Åland, i den sydvästra delen av landet. Ön ligger omkring 49 kilometer öster om Mariehamn och omkring 230 kilometer väster om Helsingfors.
Öns area är 4,3 hektar och dess största längd är 390 meter i sydöst-nordvästlig riktning. Ön höjer sig omkring 10 meter över havsytan.